# PAS Hamadan FC
Pas Hamedan Football Club (persisch باشگاه فوتبال پاس همدان) ist ein iranischer Fußballverein aus Hamadan.

## Geschichte
1963 wurde der Verein unter dem Namen Pas Tehran Football Club gegründet, der mit sieben gewonnen nationalen Meisterschaften (seit 1960) und einem Erfolg in der AFC Champions League zur Elite des iranischen Klubfußballs gehört.
Nach der Spielzeit 2006/07 entschied der iranische Fußballverband IRIFF die Zahl der Hauptstadtklubs zu reduzieren und die Lizenzen einiger Vereine an Städte und Regionen zu vergeben, die keine Fußballmannschaft in der IPL hatten. Am 9. Juni 2007 wurde der Verein Pas Teheran offiziell aufgelöst und die IPL-Lizenz an die Stadt Hamadan vergeben. Der Klub heißt seither Pas Hamadan.
Pas Hamadan belegte am Ende der abgelaufenen Spielzeit 2010/11 den 16. Tabellenplatz und stieg damit aus der IPL in die Azadegan League ab.